# Штурм города маллов

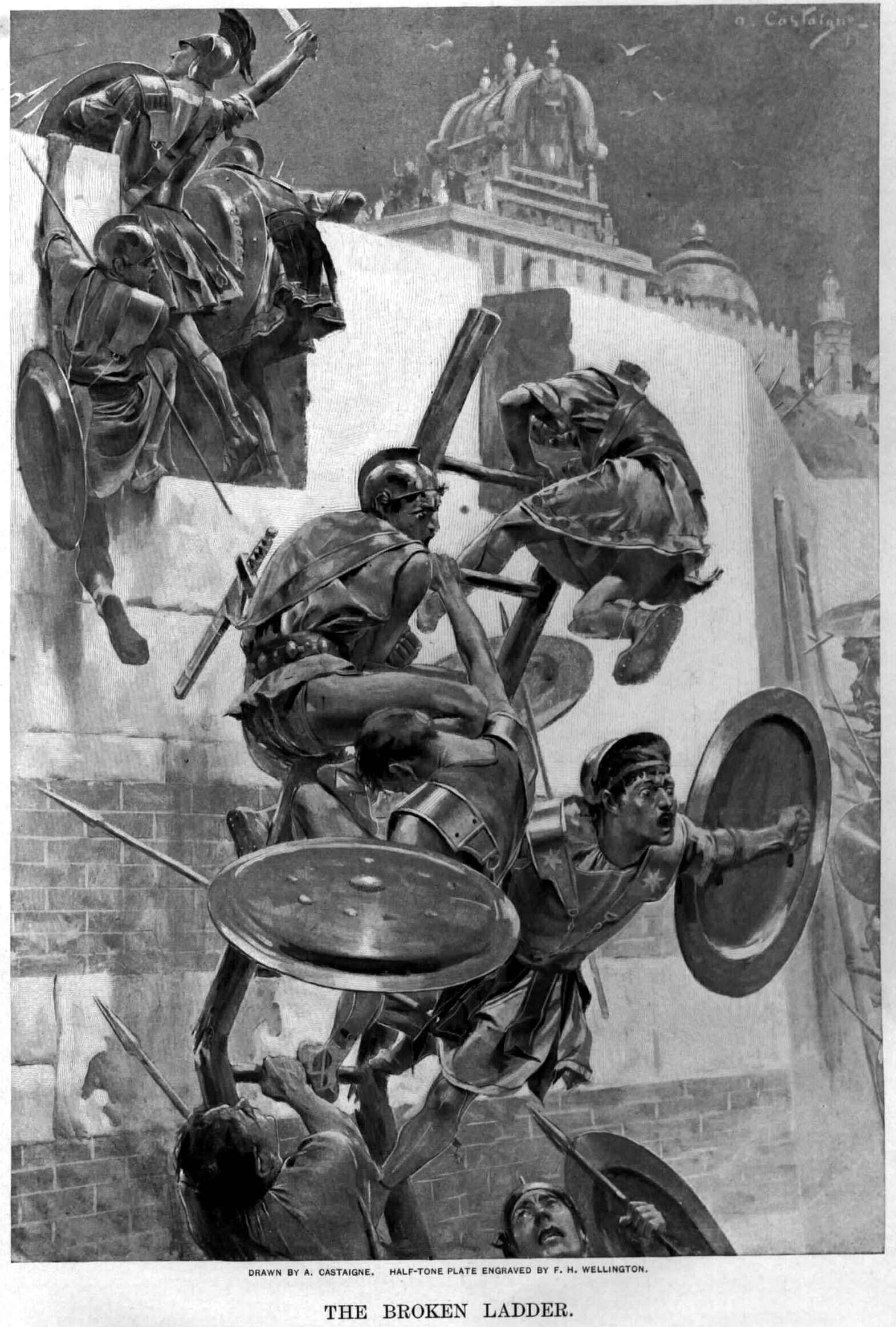
Лестницы подломились под македонцами при штурме города маллов. Иллюстрация из старой книги

Штурм города маллов (январь 325 года до н. э.) — захват индийского города, при штурме которого Александр Македонский получил тяжёлое ранение.

## Предыстория
После вторжения в Индию македонский царь Александр в июле 326 года до н. э. разгромил на реке Гидасп армию местного царя Пора, после чего продолжил свой поход на восток. Однако на подходе к реке Ганг македонская армия отказалась следовать за Александром, утомившись трудностями девятилетнего похода. Непосредственным поводом к неповиновению явились слухи о неисчислимых армиях с тысячами боевых слонов за Гангом.
Александр вынужден был повернуть войска на юг, двигаясь вдоль рек Гидасп и Инд по направлению к Персии. По пути он покорял местные племена, многие из которых истреблял за сопротивление. Наиболее ожесточённые бои разгорелись на земле маллов, жители в большинстве предпочитали погибнуть, чем покориться. После захвата нескольких городов маллов Александр подошёл к самому большому из них, имя которого не сохранилось.
Арриан сообщает, что город располагался недалеко от места, где река Гидраот впадает в реку Акесин (Пенджаб), которая является притоком Инда. В том городе скопилось также немало маллов, бежавших от македонян.

## Битва
Маллы решили встретить Александра на берегу Гидраота, мелкой речушки с обрывистыми берегами. Было их 50 тысяч, по словам Арриана. Александр с ходу форсировал речку и бросился на индов. Те отошли в хорошо укрепленный город, не приняв сражения. Македоняне окружили город и с рассветом следующего дня пошли на приступ. Половину войск вёл сам Александр, другой половиной поручил командовать Пердикке.
Маллы оставили городские стены, бежав в городскую крепость. Македоняне с ходу бросились на штурм крепости. Стены крепости были невысоки. Арриан рассказывает, что Александр в одиночку приставил лестницу к стене. Прикрываясь щитом, влез по ней вверх, за ним оруженосец Певкест, за ними по той же лестнице поднимался Леоннат. По соседней лестнице лез щитоносец (пешая гвардия Александра) Абрей. Александр, убив мечом маллов, расчистил место на стене, за ним взошли на стену Певкест, Леоннат и Абрей. Но затем под тяжестью тел лестницы подломились, солдаты попадали вниз, и на стене остались только Александр с тремя бойцами.
Из крепостных башен македонян обстреливали из луков, снизу в них метали дротики. Александр спрыгнул со стены в город, где нашёл более защищённую позицию, прикрываясь справа раскидистым деревом, а спиной прижимаясь к стене. Близко подошедших маллов он убил мечом, в других кидал камни. На помощь к нему спрыгнули македоняне, из которых Абрей был тут же убит стрелой в лицо. Тяжёлая индийская стрела длиной под 90 см поразила Александра в грудь, пробив панцирь и лёгкое чуть выше правого соска. Как пишет Плутарх, «стрела, как гвоздь, связала панцирь с телом».
Некоторое время Александр отбивался со стрелой в груди, но вскоре упал, потеряв сознание. С обеих сторон его прикрыли щитами Певкест и Леоннат. Дальнейшее Арриан описывает так:

Македонцы, видя, как осыпали Александра стрелами на стене и как он спрыгнул внутрь крепости, безрассудно шли на гибель от рвения и страха за своего царя. Переломав лестницы, они, как это бывает в положении безвыходном, стали придумывать всяческие средства, чтобы взойти на стену: одни забивали в стену (она была земляная) костыли и, цепляясь за них, с трудом карабкались по стене; другие становились на плечи друг другу. …Македонцы один за другим становились перед царем, закрывая его своими щитами. В это время сломали засов, которым задвигали ворота в стене между башнями, и несколько человек протиснулись в город; другие налегли плечами на чуть раздвинувшиеся ворота и, проломав стену (она упала внутрь), открыли широкую дорогу в крепость.
В отместку за ранение царя македоняне перебили всех жителей города, не пощадив ни женщин, ни детей. Стрелу из груди Александра извлёк то ли Пердикка, не дожидаясь прихода врача, то ли, скорее всего, врач Критодем или Критобул с Коса. Вначале обломали древко, а потом пришлось разрезать рану, чтобы освободить зазубренный наконечник шириной в 3 пальца и длиной в 4. Как заметил Юстин, лечение доставило Александру больше страданий, чем сама рана.

## После штурма
У Александра было пробито лёгкое, так как, по словам Арриана, из раны с кровью выходил воздух. Сознание вернулось к нему, но передвигаться самостоятельно он не мог. В македонском лагере возникла паника, в разговорах распространялся слух о смерти Александра. Чтобы успокоить людей, он приказал показать себя народу спустя 7 дней верхом на коне, сумел даже на некоторое время встать на ноги.
Уцелевшие маллы покорились Александру. Другое племя, оксидраки, ранее собиравшиеся дать отпор македонянам совместно с маллами, прислали тысячу заложников и 500 боевых колесниц с экипажами. Над маллами и оксидраками Александр поставил сатрапом Филиппа, сына Махата. Затем Александр продолжил свой семимесячный путь вниз по Инду, по пути покоряя окрестные племена.